# 落とし蓋

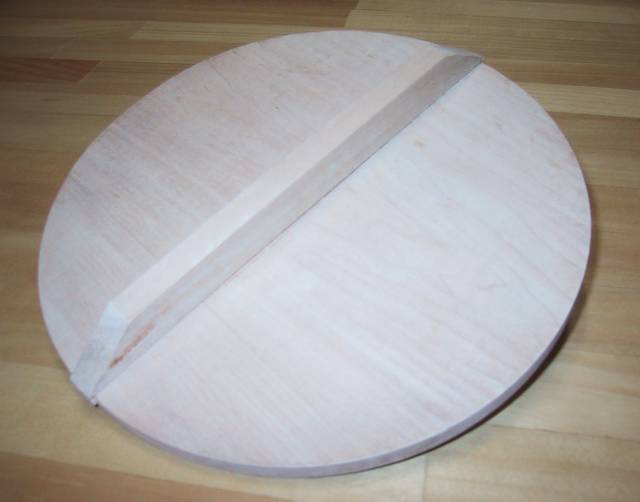
木製の落とし蓋
（直径17cmのもの）

落とし蓋（おとしぶた）は、主に日本料理で煮物をする際に用いられる、材料の上にかぶせて使う蓋、あるいはそうした蓋の用途である。食材の下茹でに用いられることもある。
落とし蓋には沸騰した煮汁が蓋に当たり、少ない煮汁でもむらなく煮含める役割がある。また煮汁の急激な蒸発も抑えられ、熱効率の観点から経済的となる。さらに材料を軽く抑えることで煮崩れを防いだり、素材の匂いがこもったりするのを防ぐ効果もある。
落とし蓋の大きさは調理に使用する鍋の直径より一回り小さい（2,3センチほど）大きさが最適とされる。別の鍋の蓋や木製の蓋が用いられることが多いが、大きさを一定の範囲で変更可能な金属製のものやデザイン性・機能性を重視したシリコーン樹脂製のものなども考案され販売されている。食品の匂いの吸着や張り付きを防ぐため、特に木製の蓋の場合、使用前にはしばらく水で湿らせ、使用後にはよく洗って乾かす必要がある。
煮汁の蒸発を防ぎたい場合やゆっくり煮含めたい場合には落とし蓋の上からさらに蓋をすることがあり、これを「きせ蓋」と言う。
煮崩れを起こしやすい軟らかい食材では木製の重い落とし蓋を使うとかえって煮崩れが進んでしまうことがあるため、より軽い和紙や経木を代用することが多い。一般家庭ではそれらのさらなる代用品としてアルミホイルや耐水性のあるキッチンペーパー、樹脂コーティングされたクッキングシートが使われることもある。これら代用品では蒸気の出口として穴を開けることもある。
食材によってはアルミホイルのひだやキッチンペーパーに灰汁が吸着され灰汁取りの役割を果たすため、代用の落とし蓋の方がかえって都合がいいこともある。
一方、柑橘類や酢など酸性の強い食品の場合にはアルミホイルは腐食が起こりやすいため不向きであるケースもある。